# Gabriel Louchard
Gabriel Louchard (Rio de Janeiro, 22 de junho de 1985) é um ator, humorista, ilusionista e apresentador brasileiro.

## Carreira
Desde os 10 anos de idade faz mágicas e, aos 12 anos já era o mágico profissional mais jovem do país, formado pelo CBI – Círculo Brasileiro de Ilusionismo. Por conta desse reconhecimento, com 16 anos, foi convidado a ir ao Programa do Jô. Em 2010, fez uma participação como um cowboy no especial da TV Globo Nosso Querido Trapalhão. Também apresentou o programa Futura Profissão – Artes Gráficas, do Canal Futura e fez uma participação na novela Salve Jorge. Em 2014, comandou o quadro Câmera Kids, no Fantástico, participou do quadro Saco de Risadas, do Domingão do Faustão, e integrou o elenco do Zorra Total.
Em 2016, participou da série A Secretária do Presidente como Ênio, amigo de infância de Ilde, papel de Monique Alfradique. Integrou o elenco de Rock Story, seu primeiro papel fixo em uma novela, como o fotógrafo Ramón, que se destacou com o casal "Ramoneia", ao lado de Ana Beatriz Nogueira. Após a novela, foi apresentador no Multishow com o programa Truque de Humor, que mistura humor e mágica. Em seguida, competiu com outras celebridades no quadro Super Chef Celebridades. Em setembro, foi visto na bancada do programa Humoristinhas avaliando humoristas mirims.
Desde 2011, está em cartaz com a peça Como É Que Pode?, espetáculo que une stand-up comedy, esquetes de humor, vídeos e números de mágica, com a direção de Leandro Hassum.

## Filmografia

### Televisão
| Ano       | Título                            | Personagem                        | Nota                                                               |
| --------- | --------------------------------- | --------------------------------- | ------------------------------------------------------------------ |
| 2007      | Futura Profissão – Artes Gráficas | Apresentador                      |                                                                    |
| 2010      | Nosso Querido Trapalhão           | Cowboy                            | Especial de fim de ano                                             |
| 2012      | Salve Jorge                       | -                                 | Participação                                                       |
| 2013–2014 | Domingão do Faustão               | Ele mesmo                         | Quadro: "Saco de Risadas"                                          |
| 2014      | Zorra Total                       | Vários                            |                                                                    |
| 2014      | Fantástico                        | Apresentador                      | Quadro: "Câmera Kids"                                              |
| 2014-2015 | Vai Que Cola                      | Roni Johnny Ferreira              | Episódio: "Terapia de Vidas Passadas" Episódio: "Já Que São 8"     |
| 2016      | Treme Treme                       | Mágico Tio Rubinho Evaldo Larapia | Episódio: "Roubaram Meu Nome de Guerra!" Episódio: "Falou Demais!" |
| 2016      | A Secretária do Presidente        | Ênio                              |                                                                    |
| 2016–2017 | Rock Story                        | Ramón Calvalcante                 |                                                                    |
| 2017      | Truque de Humor                   | Apresentador                      |                                                                    |
| 2017      | Super Chef Celebridades           | Participante (Vencedor)           | Temporada 6                                                        |
| 2017      | Humoristinhas                     | Jurado                            |                                                                    |
| 2018      | Truque de Humor                   | Apresentador                      |                                                                    |
| 2018      | Fábrica de Talentos               | Apresentador                      |                                                                    |
| 2019      | Homens?                           | Pedro                             |                                                                    |
| 2021      | 5x Comédia                        | Ramírez                           | Episódio: "Colapso"                                                |
| 2024      | Senna                             | Galvão Bueno                      |                                                                    |

### Cinema
| Ano  | Título       | Personagem | Nota |
| ---- | ------------ | ---------- | ---- |
| 2022 | Incompatível | Fábio      |      |

## Teatro
| Ano       | Título           | Cargo                                |
| --------- | ---------------- | ------------------------------------ |
| 2011–2017 | Como É Que Pode? | Ator/Autor/Mágico/Produtor Executivo |

## Prêmios e indicações
| Ano  | Prêmio                                   | Categoria                                   | Trabalho         | Resultado |
| ---- | ---------------------------------------- | ------------------------------------------- | ---------------- | --------- |
| 2013 | Prêmio FITA de Teatro                    | Melhor Espetáculo de Comédia Júri Popular   | Como é Que Pode? | Venceu    |
| 2015 | Grande Prêmio Smiles do Humor Brasileiro | Destaque do Ano                             | Ele mesmo        | Indicado  |
| 2020 | Prêmio The Brazilian Critic              | Melhor Ator Coadjuvante em Série de Comédia | Homens?          | Indicado  |
| 2023 | Festival Sesc Melhores Filmes            | Melhor Ator Nacional                        | Incompatível     | Pendente  |